# Chicxulub-planetoïde
De Chicxulub-planetoïde was een planetoïde van ruim 11 kilometer in diameter, die de aarde ongeveer 66 miljoen jaar geleden raakte. Deze planetoïde wordt verantwoordelijk gehouden voor het uitsterven van de dinosauriërs.
Er word ook onderzoek gedaan naar het kleine zusje van de chicxulub, die rond hetzelfde tijdperk neerstortte.